# Kristdemokratiska ungdomsförbundet
Kristdemokratiska ungdomsförbundet (KDU) är ett politiskt ungdomsförbund associerat till svenska Kristdemokraterna. Förbundsordförande sedan 2024 är Louise Hammargren. KDU utgår i sina politiska ställningstaganden ifrån den kristdemokratiska ideologin. 
Förbundet anses generellt ha en tydligt borgerlig inriktning och lyfter ofta fram behovet av starka familjer, större personligt självbestämmande, personligt ansvarstagande, social marknadsekonomi, decentralisering, starkt försvar samt en effektiv och rättvis rätts- och kriminalpolitik.

## Ideologi och profilering
KDU skriver i sina stadgar att de utgår i sin syn på samhället från den kristdemokratiska ideologin, vilken är baserad på personalism, kristen etik och kristen människosyn.
Förbundet vilar således på den kristdemokratiska idétraditionen, som i sin tur har sin grund i den thomistiska filosofin. Hur man uttolkar denna idéströmning har i omgångar vållat en del interna konflikter i förbundet (se avsnittet om förbundets historia). Men den nuvarande förbundsledningen har valt att sätta denna idéströmning i en tydlig borgerlig kontext. Huruvida denna tolkning av den kristdemokratiska ideologin samtidigt skall betraktas som en del av konservatismen har också diskuterats till och från under det senaste decenniet.

## Prioriterade politiska frågor
KDU driver idag framförallt frågor som kan kopplas till de politiska områdena skola och utbildning, jobb, lag och ordning, skatter, familj, jämställdhet samt försvar. KDU vill se sänkta skatter och en familjepolitik med mer valfrihet. Förbundet säger också bestämt nej till kvotering i alla dess former.
Under en längre period har KDU satsat på att starkare försvar, dels genom att kräva upprustning av Försvarsmakten och återinförd värnplikt, och dels genom att arbeta för att uppvärdera svenska veteraners situation, t.ex. genom en insamling under namnet "Stöd våra soldater". Förbundet strävar också mot ett Sverige med fler patrullerande poliser på gator och torg och en kraftig ökning av antalet poliser totalt samt mot ett rättssystem med strängare straff för vålds- och sexualbrott.
Inom skolområdet driver KDU på för en skola med kunskap samt ordning och reda i fokus. Inom utbildningsområdet arbetar förbundet för att avskaffa det så kallade fribeloppet i studiemedelssystemet så att studenter kan få arbeta så mycket de vill utan att få sitt studiemedel indraget.
På det jobbpolitiska området arbetar KDU för sänkta arbetsgivaravgifter och för att turordningsreglerna inom lagen om anställningsskydd ska slopas. 

## Kampanjer
Hur man valt att översätta den kristdemokratiska idéströmningen i kampanjer och konkret politik har varierat över åren, dels till följd av förbundsledningarnas olika politiska preferenser och dels till följd av vilka frågor som för tillfället varit aktuella i det allmänna politiska samtalet.
Under de tidiga åren drevs en lång rad kampanjer; allt från abort- och mediapolitik till kärnkraftsfrågan. Men även under senare år kan en lång rad olika frågor noteras på förbundets utåtriktade material. Under Jakob Forssmeds ordförandetid (2001-2004) valde förbundet att driva kampanjer på internationella teman, exempelvis till stöd för de demokratiska oppositionerna i Kuba och Vitryssland. Under valet 2006 drev KDU kampanjen ”Pensionera Persson”; något som kritiserades i förbundets egna valutvärdering. Kampanjen ansågs ha för stort fokus på Alliansen och för lite fokus på Kristdemokraterna. Under Charlie Weimers ordförandetid (2008-2011) drev förbundet kampanjen ”Ska det vara så svårt?”; med tema kriminal-, skol- och arbetsmarknadspolitik.
Förbundets har under senare tid drivit kampanjer som ”Skaffa dig ett liv!” vilken sätter betydelsen av personligt ansvarstagande samt politikens gränser i fokus. Förbundet argumenterar där att varje människa har ett personligt ansvar för sina liv och handlingar medan politikens uppgift är att skapa så goda förutsättningar som möjligt för människor att ”skaffa sig ett liv”. De frågeområden som lyfts är skol- och jobb- och rättspolitik.
Den senaste kampanjen går på temat "Självklart...", med rubriker som "Självklart Alliansen... men rösta också borgerligt!" och "Självklart sänkt skatt för fler jobb... men också för starkare familjer!". Samtidigt används också många lite äldre kampanjer fortfarande, som  "We can do it - utan kvotering" där Ebba Busch Thor är frontperson, skapad under tiden hon var vice ordförande i KDU.

## Organisation
Förbundet är i likhet med de flesta andra rikstäckande politiska organisationerna i Sverige uppdelat på tre olika nivåer: riksorganisationen, distriktsorganisationer och klubbar. Många mindre KDU-distrikt nöjer sig dock med att bedriva verksamhet på distriktsnivå.
Rikskansliet, där riksorganisationen har sitt säte, är beläget i Gamla stan i Stockholm. För närvarande arbetar där, utöver den heltidsarvoderade förbundsordföranden, två tjänstemän. Riksorganisationens styrelse kallas förbundsstyrelsen och består av en förbundsordförande, två viceordförande och åtta ledamöter. Dess väljs på KDU:s riksmöte, förbundets högsta beslutande organ, vilket traditionellt har ägt rum under Kristi himmelfärdshelgen varje år, men som från 2016 har flyttats till hösten för att även kunna innefatta frågor som tidigare beslutades av ett förbundsråd, såsom budget och verksamhetsplan.
En handfull av KDU:s distriktsorganisationer har egna ombudsmän, men i normalfallet bedrivs verksamheten helt av ideella krafter.

## Historia

### Den första tiden
Kristen Demokratisk Samling (det parti som idag heter Kristdemokraterna) bildades slutligen våren 1964. Bakgrunden var en lång och fruktlös kamp hos kyrkliga grupper att påverka etablerade partier att lyfta fram kristna värderingar i samhället. I takt med att partiorganisationen byggdes blev det också naturligt att lyfta frågan om ett ungdomsförbund. Vid moderpartiets andra riksting, i Jönköping i maj 1965, tillsattes en ungdomskommitté på tio personer. Vid ringstinget i Sundsvall året därpå konstituerades Kristen Demokratisk Ungdom (KDU). Dess första ordförande blev adjunkt Bernt Olsson från Vällingby. I riktlinjerna för ungdomsförbundets arbete angavs att KDU skulle byggas parallellt med KDS och vara ett stöd för partiet. Under första året hade förbundet inte någon egen budget, utan verksamheten fick bekostas av partiet. Efter ett par år hade arbetet kommit igång i så gott som alla län.
Bernt Olsson avgick som förbundsordförande 1970, på riksmötet i Rättvik. Han efterträddes av Alf Svensson. År 1970 fick KDU:s rikskansli också sin första heltidsanställda tjänsteman och 1972 anställdes den förste förbundssekreteraren på heltid. Alf Svensson valdes 1973 till partiordförande och avgick därför som KDU-ordförande; även om han under några få månader faktiskt innehade båda posterna. År 1975 köpte KDU en kursgård i Stockholms skärgård. Denna såldes dock redan 1979 då förbundet inte fick bygga om den som önskat.

### Aktivism på 1970-talet
Under den här tiden, och även framöver, var KDU:s verksamhet inriktad på att hitta lämpliga forum för att kunna opinionsbilda bland ungdomar. KDS och KDU utestängdes systematiskt ifrån de arenor som var öppna för de stora riksdagspartierna och efter det att KDS bildats införde ett flertal nya lagar och regler som syftade till att hålla KDS borta från den politiska debatten. För KDU innebar det till exempel att förbundet allt som oftast blev utestängda ifrån skolorna och inte fick delta i skoldebatter och liknande. På grund av detta motstånd arbetade KDU ofta med olika aktioner som till exempel gatuteater, demonstrationer och insamlingar. KDU anordnade också olika typer av fritidsaktivitet för ungdomar för att bland annat kunna syssla med politisk opinionsbildning.
I mitten av 1970-talet skedde ett uppsving i KDU:s verksamhet. Antalet medlemmar och lokalavdelningar ökade snabbt. 1975 valdes Mats Odell till ordförande för KDU. De bakomliggande politiska skälen till uppsvinget var bland annat debatten innan införandet av 1974 års abortlagstiftning som sågs som en devalvering av människovärdet och det ökade engagemanget i samhället för miljö- och internationella utvecklingsfrågor.
1976 antog KDU sitt första allmänna, mera heltäckande handlingsprogram. Förbundets politiska inriktning var under 1970-talet påverkad av tidsandan och präglades av en stark tilltro till statens möjligheter att genom lagstiftning rätta till samhällsproblem. Bland hjärtefrågorna fanns bland annat ett nej till kärnkraft och höjda biståndsanslag, men också införande av friskolor, stöd till frihandel, avmonopolisering av radion, samt de baltiska ländernas självständighet. Under perioden engagerade förbundet sig mycket i olika typer av internationella utvecklingsfrågor och bedriv även egna biståndsprojekt.
Vid KDS och KDU:s bildande hämtade förbunden ofta inspiration ifrån sitt norska systerparti KrF och deras ungdomsförbund KrFU. Man uppfattade sig dock inte som en del av den större europeiska kristdemokratiska rörelsen som ansågs allt för högerinriktad. 1976 inträdde dock KDU som observatörsmedlem i European Young Christian Democrats (EYCD) och 1980 blev förbundet fullvärdiga medlemmar.
På grund av den utestängning som KDS och KDU utsattes för under perioden fäste man ofta stor vikt vid de sammanhang man ändå fick delta i. Bland annat uppfattades det som ett stort genombrott när Mats Odell utsågs till kampanjgeneral för linje 3 vid folkomröstningen om kärnkraften 1980.

### 1980- och 1990-talen, med förändrat fokus
Under 1980-talet skedde en omvärdering av delar av den kristet demokratiska rörelsens identitet. Sedan bildandet i början 1960-talet var KDS och KDU förespråkare av att breda samlingsregeringar skulle styra Sverige och menade man att politiken präglades av onödiga/poserade stridigheter som kunde resoneras bort. Vid början av 1980-talet sällade man sig däremot till det borgerliga blocket.
Genom sina nya kontakter med den bredare kristdemokratiska rörelsen i Europa började den svenska rörelsen även omvärdera sin egen politiska identitet och vissa av sina politiska utgångspunkter. En process som kulminerade i att Kristen Demokratisk Ungdom 1987 bytte namn till sitt nuvarande: Kristdemokratiska ungdomsförbundet.
1991 kom Kristdemokraterna för första gången in i riksdagen helt av egen kraft och hamnade direkt i regeringsställning. Det innebar också att KDU nu för första gången fick tillgång till samma arenor som de andra riksdagspartiernas ungdomsförbund. Under Hans Åström Eklinds ordförandetid (1992–1996) påbörjades även en förändring av KDU:s politiska profil. Efter en lång intern debatt ställde sig förbundet år 1993 positivt till svenskt medlemskap i EU och 1994 ställde sig KDU bakom ett ersättande av inkomstbortfallsprincipen med ett grundtrygghetssystem. Diskussionerna inom KDU rörande Sverige plats i EU-samarbetet och eventuellt framtida medlemskap i EMU präglade i stor utsträckning förbundets 1990-tal.
Under 1995 utkom Hans Åström Eklind med boken Medborgarsamhället där han lyfte fram motsättningen mellan en stor stat och ett starkt civilsamhälle. Han målade upp en vision om att ersätta välfärdsstaten med ett medborgarsamhälle. Boken presenterade en betydligt mer positiv bild av marknadsekonomi och decentralisering än vad som tidigare varit gängse i KDU och en betydligt mer negativ syn på social ingenjörskonst än vad som tidigare varit norm i förbundet.
Inför valet av ny förbundsordförande 1996 ställde fyra kandidater upp på riksmötet och efter tre omgångar valdes Amanda Agestav (dåvarande Grönlund) till ny ordförande. Redan efter ett år lämnade dock Agestav posten och Magnus Jacobsson valdes till ny förbundsordförande. Jacobssons ordförandeskap präglades av en vilja att bredda förbundets medlemsrekrytering och nå nya grupper av ungdomar. Detta ledde bland annat till att Charlie Weimers, förbundsordförande i KDU under åren 2008-2011, lämnade Moderata ungdomsförbundet (MUF) till förmån för KDU.

### Interna turbulenser efter millennieskiftet
1999 valdes Magnus Berntsson till förbundsordförande och KDU ställde sig positiva till ett svenskt medlemskap i EMU. Året därpå bildades Kristdemokratiska studentförbundet. När Magnus Berntsson 2001 avgick som förbundsordförande valdes den mer vänsterinriktade Jakob Forssmed till förbundsordförande efter att han vunnit över Daniel Långström vid riksmötet i Växjö. Under Forssmeds ordförandetid ökade förbundets engagemang i internationella utvecklingsfrågor med viss tonvikt på situationen i Vitryssland och Kuba. I andra frågor kom förbundet att förändra sin inriktning i strid med ordförandens åsikter. Bland annat ställde sig KDU bakom svensk kärnkraft vid riksmötet 2004. Samma riksmöte röstade även med stor majoritet ned en proposition ifrån Forssmeds förbundsstyrelse om att förbundet skulle föreslå en avveckling av äktenskapslagstiftningen.
Mitten av 2000-talet var en turbulent tid i KDU:s historia då olika delar av förbundet hamnade i falangkonflikter som skulle visa sig vara svåra att överbrygga. Konfliktlinjer gick mellan å ena sidan mer kristna och mer sekulariserade medlemmar och å andra sidan mellan mer mitteninriktade och mer högerinriktade kristdemokrater. Striderna var till viss mån ett resultat av att förbundets medlemsbas breddats och att medlemskåren därför inte längre var lika homogen. Åsikterna skilde sig kraftigt åt kring vad som borde vara kristdemokratins roll i svensk politik.
När Jakob Forssmed beslutade sig för att avgå som förbundsordförande blev resultatet en jämn ordförandestrid som slutade med att Erik Slottner fick 80 röster mot 78 för motståndaren Andreas Olofsson. Erik Slottner tappade dock stora delar av sitt förtroendekapital under året till följd av att han utåt intog en mer liberal hållning i familje- och värderingsfrågor än vad som var förankrat bland förbundets medlemmar. Han anklagades också för ett bristande organisatoriskt ledarskap. Många förväntade sig att valberedningen skulle föreslå Andras Olofsson till ny förbundsordförande efter att de konstaterat att det inte fanns stöd för att åternominera Erik Slottner. Istället nominera dock valberedningen Charlie Weimers till ny förbundsordförande, Weimers sågs i det sammanhanget som en kompromisskandidat.
På riksmötet 2005 utmanades Weimers kandidatur av Ella Bohlin som vann med röstsiffrorna 79-76. Charlie Weimers valdes dock till förste vice förbundsordförande. Bohlin drev under sitt ordförandeskap bland annat igenom att KDU skulle ställa sig bakom platt skatt, lanserade kampanjen ”Non Facking Generation” och ledde förbundet över valet 2006 då Kristdemokraterna återigen hamnade i regeringsställning. 2007 antog KDU en ny logotyp.

### Epoken Weimers
När Ella Bohlin år 2008 förklarade att hon inte stod till förfogande för omval nominerade valberedningen återigen Charlie Weimers till förbundsordförande. Denna gång vann Weimers över utmanaren Matilda Stålbert med röstsiffrorna 58-47. Weimers förändrade förbundets utåtriktade politik med större fokus på skol-, arbetsmarknads- och kriminalpolitik. Även förbundets Europapolitik blev mer skeptisk med motstånd mot euron och skatter på Europanivå. Omprofileringen ledde till att grupper av mer vänsterinriktade KDU:are attackerade Weimers såväl i media som internt inom partiet. Medlemsplattformen ändrades till viss del under Weimers ledning; inte så få personer bytte från MUF till KDU och andra personer som inte ställde upp på den nya inriktningen valde att lämna förbundet.
År 2008 valdes också Ebba Busch till förste vice förbundsordförande. Duon Weimers/Busch profilerade KDU som en kraftfull opinionsbildande organisation på högerkanten. Förbundet antog sloganen "Det borgerliga ungdomsförbundet" och fick ett större medial genomslag. År 2010 gick KDU på val med kampanjen "Ska det vara så svårt", där enskilda politiska områden lyftes under denna paroll.

### Aron Modig tar över
Trots utdragna interna strider lyckades förbundet enas under Weimers ordförandeskap. Ett tecken på detta var att ingen utmanade valberedningens kandidat Aron Modig då Weimers inför riksmötet i Eskilstuna 2011 meddelade att han inte ämnade ställa upp till omval. Istället gick hela valberedningens förslag till ny förbundsstyrelse igenom utan förändringar. Detta hade inte inträffat i KDU på nästan 20 år.
Under Modigs ledning antog förbundet sin nuvarande kampanj under rubriken "Skaffa dig ett liv!", med budskap om att det är varje enskild person som måste forma sin framtid - inte staten. Modig har också uppmärksammats för att han efterlyst en svensk motsvarighet till den amerikanska Tea Party-rörelsen, det vill säga en utomparlamentarisk grupp som kan agera påtryckning från borgerligt håll.

### Sara Skyttedals tid
Under riksmötet 2013 valdes Sara Skyttedal till ny ordförande och satt kvar som ordförande till 2016. Hon utmärkte sig framför allt genom att ta väldigt mycket plats i den offentliga debatten relativt sitt förbunds storlek. Några av hennes mer uppmärksammade ställningstaganden var att hon några veckor innan valet 2014 gick ut med att Sverige måste börja diskutera gränser för hur många flyktingar vi kan ta emot på kort sikt, och att hon firade med champagne på Kristdemokraternas riksting efter att varit drivande för att få igenom ett ställningstagande mot Decemberöverenskommelsen. Hon blev även ovanligt populär på sociala medier för en ungdomsförbundsordförande, framförallt på twitter som hon använde mycket aktivt för opinionsbildning. Hon efterträddes av Christian Carlsson.

## Internationella organisationer
1970 bildade KDU tillsammans med sin finska och norska motsvarighet Kristen Demokratisk Ungdom i Norden, idag kallat Kristdemokratiska Unga i Norden (KDUN). KDU var också 1997 med och bildade Europeiska folkpartiets ungdomsförbund (YEPP), de kristdemokratiska och konservativa ungdomsförbundens europeiska samarbetsorganisation. 2010 blev förbundet observatörsmedlem i högerinternationalens ungdomsorganisation International Young Democrat Union (IYDU) och beviljades slutligen fullt medlemskap i organisationen i januari 2012.
Inom YEPP har KDU på senare år haft ett stort engagemang. Bland annat var Charlie Weimers under åren 2007–2009 vice ordförande i organisationen, sedan 2011 innehade Sara Skyttedal samma position och sedan 2018 är även Martin Hallander vice ordförande i YEPP

## Förbundsstyrelse under 2025–2026
Presidium:
- Ordförande - Louise Hammargren
- 1:e vice ordförande - Max Pelin
- 2:e vice ordförande -  Juliette Walldov

Ledamöter:
- Benjamin Jiang
- Matilda Anttonen
- Myden Tanriver
- Max Dahlgren
- Simone Öhrn
- Hugo Björken
- Gabriella Eckardt
- Viktoria Lautmann

## Lista över ordförande och annan historik
| - 1966–1970 Bernt Olsson - 1970–1973 Alf Svensson - 1975–1981 Mats Odell - 1981–1984 Anders Andersson - 1984–1986 Bert-Inge Karlsson - 1986–1989 Stefan Attefall - 1989–1992 Göran Holmström - 1992–1996 Hans Eklind - 1996–1997 Amanda Grönlund - 1997–1999 Magnus Jacobsson - 1999–2001 Magnus Berntsson - 2001–2004 Jakob Forssmed - 2004–2005 Erik Slottner - 2005–2008 Ella Bohlin - 2008–2011 Charlie Weimers - 2011–2013 Aron Modig - 2013–2016 Sara Skyttedal - 2016–2018 Christian Carlsson - 2018–2020 Martin Hallander - 2020–2023 Nike Örbrink - 2023–2024 Stefan Sarmes - 2024- Louise Hammargren | - 1969–1970 Alf Svensson - 1970–1971 Anders Bäckström - 1971–1973 Mats Odell - 1973–1975 Sverker Ågren - 1975–1976 Kjell Larsson - 1976–1977 Carin Hultén - 1977–1978 Urban Karlström - 1978–1981 Anders Andersson - 1981–1984 Bert-Inge Karlsson - 1984–1986 Stefan Attefall - 1986–1987 Désirée Pethrus-Engström - 1987–1988 Jörgen Carlson - 1988–1990 Birgitta Sacrédeus - 1990–1992 Annika Bladh - 1992–1993 Rose-Marie Ankarberg - 1993–1994 Nina Ekelund - 1994–1995 Johan Thorén - 1995–1996 Eva Kläppe - 1996–1997 Magnus Jacobsson - 1997–1999 Helena Halldorf - 1999–2000 Henrik G Ehrenberg - 2001–2004 Erik Slottner - 2004–2005 Andreas Olofsson - 2005–2008 Charlie Weimers - 2008–2011 Ebba Busch - 2011–2013 Sara Skyttedal - 2013–2016 Christian Carlsson - 2016–2018 Martin Hallander - 2018–2019 Hedvig Åkesson - 2019–2020 Nike Örbrink - 2020–2021 Evin Badrniya - 2021–2021 Anton Roos - 2022–2023 Stefan Sarmes - 2023–2024 Louise Hammargren - 2024-2025Lukas Bernevång - 2025- Max Pelin | - 1970–1972 Stig Nyman - 1972–1975 Kjell Larsson - 1975–1976 Carin Hultén - 1976–1977 Urban Karlström - 1977–1978 Anders Andersson - 1978–1979 Ulla-Lena Bäckman - 1979–1980 Kerstin Ericsson - 1980–1981 Bert-Inge Karlsson - 1981–1983 Christina Bergman - 1983–1984 Stefan Attefall - 1984–1986 Désirée Pethrus-Engström - 1986–1987 Jörgen Carlsson - 1987–1988 Birgitta Sacrédeus - 1988–1989 Göran Holmström - 1989–1991 Elisabeth Gunnarsson - 1991–1992 Hans Eklind - 1992–1993 Mattias Joelsson - 1993–1994 Rose-Marie Segersson - 1994–1996 Erika Häggblad - 1996–1997 Johan Davidson - 1997–1999 Henrik G Ehrenberg - 1999–2000 Daniel Liljeberg - 2000–2002 Helen Richard - 2002–2003 Liza-Maria Norlin - 2003–2004 Emma Henriksson - 2004–2005 Ella Bohlin - 2005–2008 Martin Källstrand - 2008–2009 Max Thagesson - 2009–2011 Aron Modig - 2011–2013 Christian Carlsson - 2013–2016 Hugo Fiévet - 2016–2018 Hedvig Åkesson - 2018–2019 Sarah Havneraas - 2019–2020 Evin Badrniya - 2020–2021 Anton Roos - 2021–2022 Stefan Sarmes - 2022–2023 Natanael Kvidal - 2023–2024 Jonathan Derneborg - 2024-2025Lina Lindh - 2025- Juliette Walldov |
| - 1969–1971 Berne Wilhelmsson - 1971–1972 Jan Hammarqvist - 1972–1975 Jerker Sjögren - 1975–1976 Per-Egon Johansson - 1976–1977 Jerker Sjögren - 1977–1980 Levi Eckeskog - 1980–1982 Dan Ericsson - 1982–1985 Samuel Enqvist - 1985–1986 Tomas Aspenberg - 1986 Michael Stjernström - 1986–1988 Anders Ivarsson - 1989–1992 Jan Olsson - 1992–1994 Emelie Bjurling - 1994–1995 Patric Rylander - 1996–1997 Annica Andersson - 1997–2000 Robert Lisborg - 2000–2003 Dan-Ove Marcelind - 2003–2005 Mats Reimbertsson - 2005–2005 Erik Nilsson - 2007–2010 Simon Westberg                                         | - 1997–2000 Robert Lisborg - 2005–2007 Erik Nilsson - 2010–2011 Simon Westberg - 2011–2015 Kalle Bäck - 2015–2017 Mario Shevchenko - 2017–2018 Fredrik Bergström - 2018–2020 Sarah Havneraas - 2020–2022 Samuel Dalevi - 2022–2024 Philip Lind - 2024-2024 Samuel Naumovski Vickius - 2024- Karolina Kässlin - 2007–2009, 2011–2018 Erik Nilsson - 2009–2011 Peter Kullgren - 2019– Fredrik Bergström | |

## Lista över distriktsordförande
Distriktsordförande i alla KDU:s distrikt är:
- Blekinge: Estelle Nerö
- Dalarna: Benny Lundin
- Gävleborg: Jennifer Törnros
- Halland: Alice Elmblad Nilsson
- Jämtland: Jessica Dejemo
- Jönköpings län: Leon Norsåsen
- Kalmar län: Andreas Salomonsson
- Kronoberg: Josefine Ljungqvist
- Norrbotten: Elsa Markgren
- Skåne: Elias Höghäll
- Stockholm: Alexander Ek Holmdahl
- Södermanland: Karl-Oskar Linderström
- Uppsala län: Alexander Fagrell
- Värmland: William Persson
- Västerbotten: Frida Fröberg
- Västernorrland: Hugo Björken
- Västmanland: Sandra Eriksen
- Västra Götaland: Nils Almén
- Örebro län: Ludvig Bornerud
- Östergötland: Erik Ahl